# 대왕중학교
대왕중학교(大旺中學校)는 대한민국 서울특별시 강남구 수서동에 있는 공립 중학교이다.

## 학교 연혁
- 1994년 1월 5일 : 설립인가
- 1994년 3월 1일 : 초대 이종현 교장 취임
- 1994년 3월 3일 : 제1회 입학식
- 1994년 5월 12일 : 개교식
- 1997년 2월 1일 : 제1회 졸업식(575명)
- 2020년 9월 1일 : 제11대 손원석 교장 취임
- 2023년 1월 5일 : 제27회 졸업식(297명, 총 9,243명)
- 2023년 3월 2일 : 제30회 입학식(296명)

## 참고 자료
- 대왕중학교 - 한국교육학술정보원 학교알리미